# Káptalan

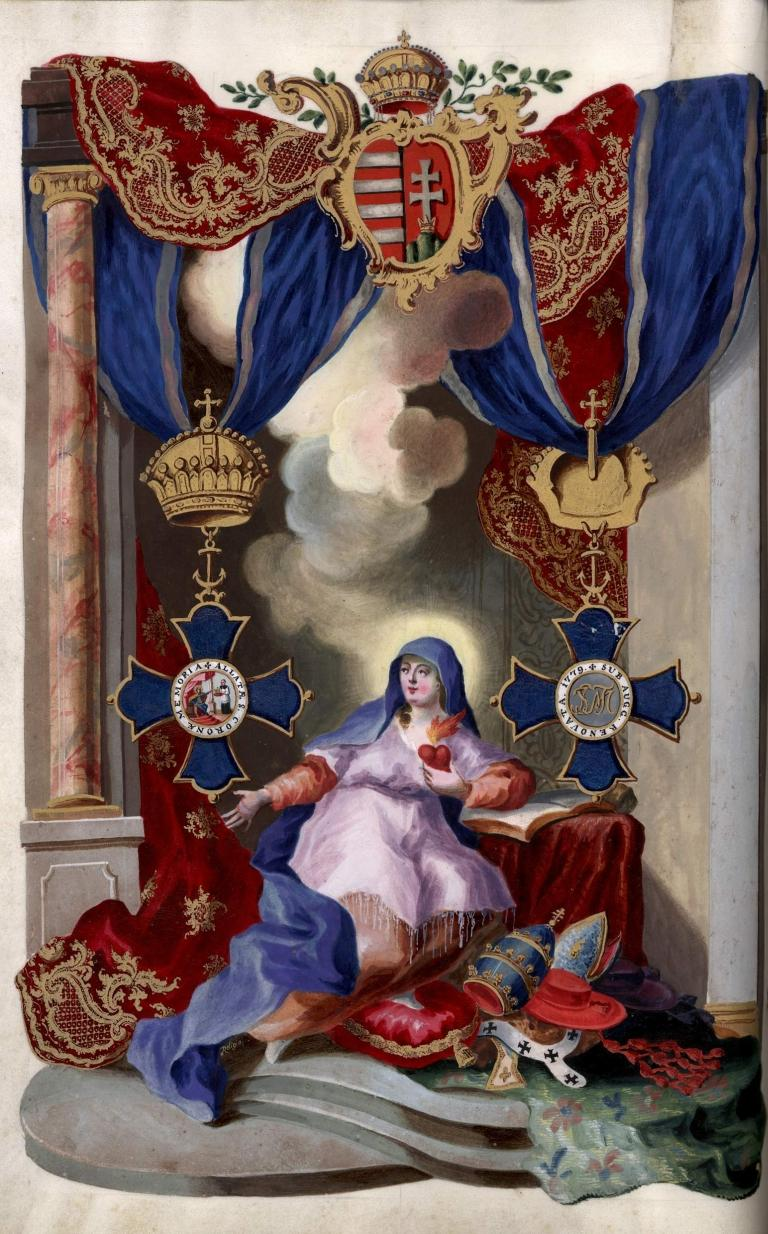
Mária Terézia 1779. november 19-én, Bécsben kelt oklevele, melyben a "Crux Tolosana" (Tolouse-i kereszt) viselésére jogosítja fel a Kalocsai Főszékeskáptalan tagjait. A képen a fűzött pergamen oklevél díszesen festett első oldala látható, az adományozott kereszt ábrázolásával.

A káptalan (latin capitulum) a katolikus egyházigazgatás testületi szerve, mely egy püspökséghez vagy egyházmegyéhez tartozik. Tagjai a kanonokok, vezetője a prépost.
(Pl.: Szombathelyi Egyházmegye: Brenner József nagyprépost, Orbán István éneklőkanonok)

## Nevének eredete
Nevét onnan nyerte, hogy amikor még a kanonokok a "canonica vitá"-hoz kötve voltak, nekik a rendszabályoknak egy fejezetét (capitulum) naponta felolvasták, ezért címük Venerabile Capitulum volt. Ebből a kétnyíltszótagos hangzótörvény/tendencia mentén keletkezett a jelenlegi szóalak.

## Típusai: székeskáptalan és társaskáptalan
Vannak székes- és társaskáptalanok aszerint, hogy székes- vagy egyéb egyház mellett működnek. Az érseki egyházhoz tartozó káptalant székes főkáptalannak nevezik. A legjelentősebb társaskáptalanok voltak Magyarországon a székesfehérvári és az óbudai társaskáptalanok. A székesfehérvári közvetlenül a Szentszék alá volt rendelve. Kevésbé fontosak voltak a nagyszombati, a pozsonyi, a soproni, a vasvári, a fiumei, a nagyváradi latin szertartású káptalan és a csázmai társaskáptalanok. A káptalanok nem vesznek részt a püspöki megye kormányzásában, mert az a püspök kizárólagos joga. A székeskáptalan a püspök tanácsadó testülete, mint ahogy a bíbornoki testület a pápa tanácsadó testülete. A káptalan jogai csekélyebbek akkor, amikor van püspök (sede plena), és nagyobbak olyankor, amikor a püspöki szék megürül (sede vacante), vagy a püspök akadályozva van (sede impedita). Ha a püspöki szék megürül, a rendes joghatóság 8 napra a székeskáptalanra száll; ilyenkor a püspöki jövedelmek kezelésére ún. oeconomust (gazdasági igazgatót) rendel. Belügyeit a káptalan önállóan intézi. A magyar jogéletben nevezetes szerepet játszottak a káptalanok mint úgynevezett hiteleshelyek. A három országos hiteleshely Magyarországon az esztergomi, az óbudai és a székesfehérvári voltak (ugyanakkor a székesfehérvári johannita konvent is országos hiteleshelynek számított).

## A magyar Országgyűlésben
A káptalanok 1848-ig a magyar Országgyűlésben az alsótáblának voltak a tagjai, ahol 1-2 követtel vettek részt.

## Szólásban
- A fejem nem káptalan – én sem tudhatok mindent megjegyezni.

## Külső hivatkozás
- káptalan. In  A Pallas nagy lexikona. Szerk. Bokor József. Budapest: Arcanum – FolioNET. 1998.  ISBN 963 85923 2 X

- Katolikus Lexikon > Káptalan
- Káptalan – kanonokok testülete, Magyar Kurír 2005-11-01